# Гельруд, Борис Соломонович
Бори́с Соломо́нович Гельру́д (28 августа 1930 года, Умань, Черкасская область, УССР — 19 декабря 1991 года, Нижний Тагил, Свердловская область) — советский и российский педагог.

## Биография

### Ранние годы
В 1941 году семья была эвакуирована в село Кипчаково (Кораблинский район, Рязанская область).
В 1942 году ученик 5-го класса средней школы № 9 Нижнего Тагила. Окончил школу с золотой медалью в 1947 году.

### Становление
С 1948 года студент физмата МПГИ им. Ленина. Также посещал лекции И. Г. Петровского на мехмате МГУ. Большое влияние на Г. во время учёбы оказал П. С. Новиков. Педпрактику проходил в московской средней школе № 43, где преподавал П. А. Ларичев, известный математик-методист, член-корреспондент Академии Педагогических наук, автор популярного «Сборника задач по алгебре».
В 1952 году начал преподавать математику в средней школе № 9 г. Нижнего Тагила.
В 1954 году более половины выпускников Г. поступают в ВУЗы. Среди них кандидат технических наук, изобретатель «Сфериона» В. Пакин.
С 1956 года руководит городской секцией учителей математики, преподаёт студентам-заочникам Нижнетагильского пединститута.
С 1958 года ученики Г. начинают принимать участие в математических олимпиадах. Среди наиболее успешных В. Сагарадзе, Е. Файншмидт, С. Каленков (доктор физ.-мат. наук, профессор), В. Брайнин, В. Левит (доктор физ.-мат. наук, профессор федерального университета штата Алагоас, Бразилия), А. Пересецкий (дважды победитель Всесоюзных олимпиад, золотая медаль на Международной математической олимпиаде в Берлине, профессор, кандидат физ.-мат. наук, доктор экономических наук, лауреат премии «Профессор года 2019»), а также победители Всесоюзных олимпиад Наталья Кротова, Юрий Кондрашов, Владимир Кабанов, Сергей Свирщевский. До 1973 года включительно Г. ежегодно возглавлял команду Свердловской области на Всесоюзных олимпиадах.

### Зрелые годы
В 1962 г. по инициативе Г. в школе № 35 г. Нижнего Тагила появляется математический класс со специализацией «вычислитель-программист». Занятия проводились по ВУЗовским учебникам (аналитическая геометрия, математический анализ, линейная алгебра, вычислительная математика и пр.). Все выпускники этого класса стали студентами (в том числе МГУ, МФТИ, МИФИ).
В 1963 посещал лекции П. С. Александрова, Н. В. Ефимова, Г. А. Гончара на курсах повышения квалификации учителей при МГУ.
1965—1966 награждён Знаком «Отличник народного просвещения РСФСР». На эти годы пришлась вершина успехов тагильских школьников, когда половину областной команды на Всесоюзной олимпиаде составляли ученики Г. Появились статьи о Г. как в местной, так и в центральной прессе («Известия»).
В 1966 г. начал работать на кафедре алгебры и геометрии Нижнетагильского пединститута, совмещая эту деятельность с работой в школе.
С 1980 г. Гельруд становится неоднократным победителем конкурсов для учителей по решению задач при журнале «Математика в школе». Среди учеников Г. более 40 докторов и кандидатов наук, преподавателей ВУЗов, работников НИИ и более 30 учителей математики и физики в школе. Один из учеников Гельруда, А. Дмитриевский, окончил школу экстерном на год раньше своего класса и поступил на физический факультет университета в 16 лет, впоследствии став кандидатом физмко-математических наук. Знаний, полученных им от Гельруда при досрочном окончании школы, оказалось достаточно для поступления в университет и дальнейшего обучения в нём. Среди тех, кто стал школьными учителями, Г. выделял в своей автобиографии Л. Решетникову (Нестёркину) (Заслуженный учитель Российской Федерации, Почётный гражданин Первоуральска) и Н. Медведеву (семикратный Соросовский лауреат и трижды лауреат Всероссийского конкурса школьных учителей физики и математики фонда «Династия» в номинации «Наставник будущих ученых»).
В 1987 году разработал и вёл в Нижнетагильском пединституте «Практикум по решению олимпиадных задач». Доцент кафедры алгебры и геометрии Нижнетагильского пединститута.
В 1991 г. основал физико-математическую школу № 51 в Нижнем Тагиле и стал её первым директором.
Опубликовал ряд научных статей и методических разработок.

### Семья
Жена — Лидия Анатольевна Гельруд, преподаватель физики в средней школе. Дети — Ирина, Евгений. Три внука.

### Конец жизни
Скончался от последствий инфаркта в возрасте 61 года. Похоронен в Нижнем Тагиле.